# 안후이사향노루
안후이사향노루(Moschus anhuiensis)는 중국에서 발견되는 사향노루이다. 멸종위기종의 하나이다. 이전에는 난쟁이사향노루와 사향노루의 아종으로 분류하기도 했으나 현재는 별도의 종으로 승격하여 분류하고 있다.

## 생태
안후이사향노루의 습성에 대해서는 거의 알려져 있지 않지만 난쟁이사향노루, 사향노루와 크게 다르지 않다. 고지대 숲의 침엽수림과 활엽수림에서 모두 서식한다. 암컷은 일찍 성적으로 성숙해지고 생후 1년 이내에 번식이 가능하다. 자주 2마리를 낳는다.

## 분포 및 서식지
안후이성 서부 지역 다볘산 근처 지역에서만 발견되지만 후베이성에 속하는 산악 지역 일부에서도 서식하는 것으로 추정된다.